# Néphridie

Seules quelques structures conservent chez les Annélides une disposition répétitive, témoignant de la métamérie initiale, notamment l'appareil excréteur, formé de néphrostomes (10) et de néphridies (9) associées à l'appareil circulatoire clos (vaisseaux sanguins longitudinaux dorsal et ventral 5), et le système nerveux (chaîne ganglionnaire ventrale 11).

La néphridie est l'organe excréteur des Invertébrés, qui filtre le liquide cœlomique. On distingue essentiellement deux types de néphridies :
- les protonéphridies, néphridies équipée d'une cellule sécrétrice (cirtocyte ou solénocyte[b]) et d'un canal collecteur, le canalicule néphridien :
  - les protonéphridies à flamme vibratile se trouvent essentiellement chez des animaux dépourvus de cœlome tels que les Plathelminthes et les Rotifères, mais aussi chez certains Annélides marins[2],
  - les néphridies à solénocytes se rencontrent chez les Annélides polychètes, les Céphalochordés et l'Amphioxus ;
- les métanéphridies, néphridies des Annélides oligochètes et des mollusques. Métamérisée, la métanéphridie est formée d'un canal néphridien (le cœlomoducte, tubule néphridien très contourné, parfois doté d'une vessie, et débouchant sur l'extérieur par un néphridiopore) et d'un pavillon cilié (néphrostome) qui s'ouvre dans la cavité cœlomique du segment qui précède[3].